# Berrocalejo
Berrocalejo – gmina w Hiszpanii, w prowincji Cáceres, w Estramadurze, o powierzchni 15,83 km². W 2011 roku gmina liczyła 140 mieszkańców.